# 오구라 쓰토무
오구라 쓰토무(일본어: 小倉 勉, 1966년 7월 18일 ~ )는 일본의 축구 지도자로 프로팀에서의 활동 경력은 전무하다.

## 지도자 경력

### 제프 유나이티드 지바1기
선수 은퇴 후 1996년 제프 유나이티드 지바의 수석 코치로 본격적인 지도자 커리어를 시작한 뒤 2005년까지 9년동안 수석 코치를 역임하며 J리그컵 1998 준우승, J리그 디비전 1 2001과 J리그 디비전 1 2003 3위, 천황배 2002 4강, J리그컵 2005 우승 등을 이끌었다.

### 일본 A대표팀
2006년부터 2010년까지 4년동안 일본 A대표팀의 수석 코치로 이비차 오심 감독과 오카다 다케시 감독을 보좌하며 2007년 AFC 아시안컵 4위, 2008년 동아시아 챔피언십 준우승, 2010년 FIFA 월드컵 16강 진출 등의 성과를 이끌어냈다.

### 일본 U-23
2010년 FIFA 월드컵이 끝난 뒤 일본 U-23 대표팀의 수석 코치로 세키즈카 다카시 감독을 보좌하며 2012년 하계 올림픽에서 1968년 동메달 이후 44년만에 일본의 올림픽 4강 진출을 이끌었지만 4강에서 북중미의 강호 멕시코, 동메달 결정전에서 라이벌 대한민국에 연달아 패하며 44년만의 올림픽 메달 획득에는 실패했다.

### 오미야 아르디자
2012년 하계 올림픽 이후 오미야 아르디자의 수석 코치를 역임하다가 2013년 지도자 커리어를 시작한 이후 처음으로 감독직을 맡았으나 16경기 5승 11패라는 부진한 성적으로 결국 오미야 아르디자 감독직에서 경질되었다.

### 제프 유나이티드 지바 2기
오미야 아르디자 감독직에서 물러나고 이후 2014년 방포레 고후의 수석 코치를 거쳐 2015년 친정팀인 제프 유나이티드 지바의 수석 코치로 복귀하여 2시즌동안 역임했다.

### 요코하마 F. 마리노스
2018년 요코하마 F. 마리노스의 스포츠 디렉터로 부임한 뒤 2022년까지 함께 하며 J리그컵 2018 준우승, J1리그 2019 우승, 천황배 2020 4강, 2020년 AFC 챔피언스리그 16강 진출 등을 기록하는데 크게 이바지했다.

### 도쿄 베르디
2022년 도쿄 베르디의 수석 코치 부임을 통해 6년만에 현장으로 복귀하여 J2리그 2023 3위 및 16년만의 J1리그 승격을 이끌었다.

### 싱가포르 A대표팀
2024년 1월 29일 니시가야 다카유키 감독이 태국과의 2026년 FIFA 월드컵 아시아 지역 2차 예선 C조 2차전을 끝으로 싱가포르 대표팀 감독직에서 물러난지 3일 후인 2월 1일 싱가포르 대표팀 후임 사령탑으로 선임되며 지도자 커리어를 시작한 이래 처음으로 국가대표팀 지휘봉을 잡았다.
이후 중국과의 2026년 FIFA 월드컵 아시아 지역 2차 예선 C조 3차전 홈 경기에서 싱가포르 대표팀 사령탑 데뷔전을 치러 이 경기에서는 2-2로 비겼지만 4차전 원정 경기에서는 1-4로 완패했고 대한민국과의 5차전 홈 경기에서는 무려 0-7로 대패했다.
그 후 2027년 AFC 아시안컵 최종 예선 C조 1차전에서 홍콩과 0-0으로 비긴 뒤 2차전에서 방글라데시에 2-1 승리를 거두었지만 방글라데시와의 2차전을 끝으로 싱가포르 대표팀 감독 부임 1년만에 사령탑 자리에서 물러났다.